# Phylica costata
Phylica costata är en brakvedsväxtart som beskrevs av Neville Stuart Pillans. Phylica costata ingår i släktet Phylica och familjen brakvedsväxter. Inga underarter finns listade i Catalogue of Life.